# Panamomops
Panamomops Simon, 1884 è un genere di ragni appartenente alla famiglia Linyphiidae.

## Distribuzione
Le quattordici specie oggi attribuite a questo genere sono state rinvenute nell'intera regione paleartica: le specie dall'areale più ampio sono la P. mengei e la P. tauricornis diffuse in varie località dell'intera regione.
In Italia sono stati rinvenuti esemplari di quattro specie appartenenti a questo genere:
- P. fagei, in provincia di Varese (Pantini et alii, 2016)
- P. inconspicuus, in Italia settentrionale
- P. palmgreni[2]
- P. tauricornis, in Italia settentrionale[3].

## Tassonomia
Considerata sinonimo anteriore di Microstrandina Charitonov, 1937 e di Lochkovia Miller & Valesová, 1964 secondo un lavoro sulla specie tipo Lochkovia inconspicua Miller & Valesová, 1964 effettuato dall'aracnologo Wunderlich del 1970.
A sua volta Microstrandina è sinonimo anteriore di Panamomopsides Denis, 1962, secondo un lavoro sulla specie tipo Panamomopsides mutilus Denis, 1962 effettuato dallo stesso Denis nel 1964.
A dicembre 2011, si compone di 14 specie:
- Panamomops affinis Miller & Kratochvíl, 1939 — Germania, Austria, Repubblica Ceca, Slovacchia
- Panamomops depilis Eskov & Marusik, 1994 — Russia, Kazakistan
- Panamomops dybowskii (O. P.-Cambridge, 1873) — Russia
- Panamomops fagei Miller & Kratochvíl, 1939 — Europa
- Panamomops fedotovi (Charitonov, 1937) — Ucraina, Georgia, Armenia
- Panamomops inconspicuus (Miller & Valesova, 1964) — Europa
- Panamomops latifrons Miller, 1959 — Repubblica Ceca, Slovacchia, Austria, Penisola balcanica
- Panamomops mengei Simon, 1926 — Regione paleartica
- Panamomops mutilus (Denis, 1962) — Spagna, Francia
- Panamomops palmgreni Thaler, 1973 — Germania, Svizzera, Austria, Slovacchia
- Panamomops pamiricus Tanasevitch, 1989 — Kirghizistan
- Panamomops strandi Kolosváry, 1934 — Ungheria
- Panamomops sulcifrons (Wider, 1834)[5] — Europa, Russia
- Panamomops tauricornis (Simon, 1881) — Regione paleartica

### Sinonimi
- Panamomops beieri Kritscher, 1968; esemplari posti in sinonimia con P. latifrons Miller, 1959 a seguito di uno studio dell'aracnologo Thaler del 1973[1].
- Panamomops nemoralis (Holm, 1939); esemplare trasferito qui dal genere Tiso Simon, 1884, e riconosciuto in sinonimia con P. mengei Simon, 1926, a seguito di un lavoro dell'aracnologo Miller del 1959, contra un altro lavoro di Hackman del 1952[1].

### Specie trasferite
- Panamomops transbaikalicus Eskov, 1989; trasferita al genere Moebelotinus Wunderlich, 1995[1].

### Nomen dubium
- Panamomops similis Schenkel, 1950; esemplare femminile, reperito in Austria, a seguito di un lavoro di Thaler del 1978 è da ritenersi nomen dubium[1].